# Brontë (krater)
För andra betydelser, se Bronte (olika betydelser).
Brontë är en nedslagskrater på planeten Merkurius, med en diameter på ungefär 68 kilometer.
1976 uppkallades kratern efter de brittiska syskonen och poeterna Emily, Anne, Charlotte och Branwell Brontë.